# Potlogi
Potlogi est une commune du județ de Dâmbovița en Roumanie.